# 朱長祚
朱長祚（？—？），明朝京城人，其生平不詳，大約活動於天啟、崇禎年間，著有《玉鏡新譚》一書，描寫魏黨作亂及敗亡的經過，共10卷，凡32類。